# کریستال اوزلاک
کریستال اوزلاک (به انگلیسی: Kristal Uzelac) ژیمناست زادهٔ ۲۷ ژوئن ۱۹۸۶ میلادی اهل کشور ایالات متحده آمریکا است.